# Alfabet górnołużycki
Alfabet górnołużycki – alfabet oparty na piśmie łacińskim, służący do zapisu języka górnołużyckiego. Składa się z następujących liter:
a,	b,	c,	č,	ć,	d,	dź,	e,	ě,	f,	g,	h,	ch,	i,	j,	k,	ł,	l,	m,	n,	ń,	o,	ó,	p,	q,	r,	ř,	s,	š,	t,	u,	v,	w,	x, y,	z,	ž.